# 媒体播放器

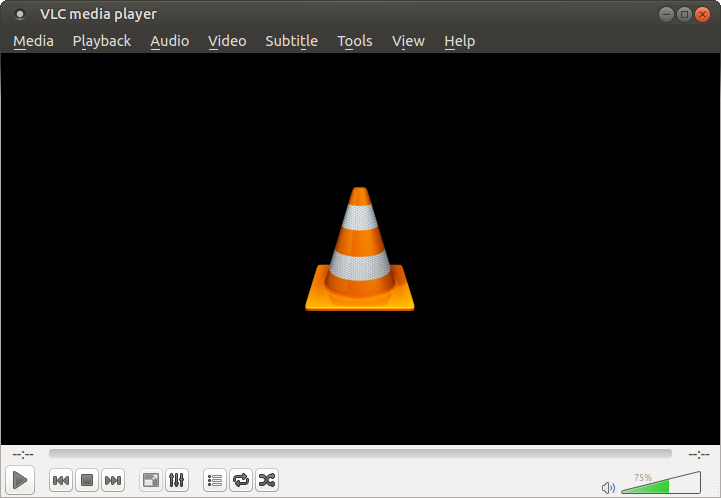
VLC Media Player

媒体播放器，又称媒体播放机，是用於播放多媒体檔案的應用軟體。媒體播放器顯示磁帶錄音機及CD播放機等裝置上為人熟知的媒體控制圖示，如：播放、暫停及停止等。
主流作業系統内建至少一個媒體播放器。例如：Microsoft Windows内建Windows Media Player；OS X内建QuickTime；Linux發行版通常也内建有一個媒體播放器，如SMPlayer、Amarok、Audacious、Banshee、MPlayer、Rhythmbox、Totem、VLC或xine等。
由于在Windows Me前的中文Windows，一直都把Windows Media Player称作媒体播放器，所以媒体播放器在电脑老用户中成了Windows Media Player的代名词。